# Cephalanthus
- Commons
- Wikispecies

Cephalanthus L. é um género botânico pertencente à família Rubiaceae.

## Sinonímia
- Acrodryon Spreng.
- Axolus Raf.
- Eresimus Raf.

## Principais espécies
- Cephalanthus glabratus
- Cephalanthus natalensis
- Cephalanthus naucleoides
- Cephalanthus occidentalis
- Cephalanthus salicifolius
- Lista completa

## Classificação do gênero
| Sistema | Classificação                      | Referência               |
| ------- | ---------------------------------- | ------------------------ |
| Linné   | Classe Tetrandria, ordem Monogynia | Species plantarum (1753) |